# El Patronato del Maguey
El Patronato del Maguey, även Santa Rosa, är en ort i Mexiko, tillhörande Ixtapaluca kommun i delstaten Mexiko. El Patronato del Maguey ligger i den centrala delen av landet och tillhör Mexico Citys storstadsområde. Orten hade 490 invånare vid folkmätningen 2010.